# Mehmed Malkoc
Mehmed Malkoc (* 10. Dezember 1990 in Bihać, SFR Jugoslawien) ist ein ehemaliger österreichischer Fußballspieler bosnischer Herkunft.

## Karriere
Der Sohn bosnischer Einwanderer, die nach Vorarlberg wanderten, begann seine Karriere beim FC Sulz. Bereits 2002 wurde er in die Jugendmannschaft des SCR Altach geholt. Von 2002 bis 2008 spielte er in den Jugendmannschaften der Schwarz-Gelben. 2008 stoß er zu den Amateuren, wo er 2008 seine ersten Einsätze in der Vorarlberger Liga hatte. Nach guten Leistungen schaffte er den Sprung in den Kader der ersten Mannschaft unter Trainer Urs Schönenberger.
Malkoc gab sein Debüt bei der ersten Mannschaft des SCR Altach am 13. Dezember 2008 gegen den SK Sturm Graz. Malkoc wurde in der 81. Minute für Butrint Vishaj eingewechselt. Dem Bosnier gelang sogar der zwischenzeitliche Anschlusstreffer zum 1:2 per Rechtsschuss nach einer Flanke von Dursun Karatay. Das Spiel endete jedoch 1:3. Es blieb sein einziger Einsatz. Er ging zurück in die zweite Mannschaft und stieg am Ende der Saison 2008/09 in die Regionalliga West auf.
Im Sommer 2010 wechselte Malkoc zum FC Gossau in die Schweiz. Dort spielte er zwei Jahre in der 1. Liga, der vierthöchsten Spielklasse. Anschließend kehrte er zu seinem Heimatverein FC Sulz zurück, der in der 1. Landesklasse spielte. Nach einer Spielzeit in der zweiten Mannschaft des SK Meiningen kehrte er zum FC Sulz zurück, wo er seither in der zweiten Mannschaft spielte. Nachdem er bereits seit 2012 kaum mehr zu Einsätzen gekommen war, beendete Malkoc in der Winterpause 2016/17 seine Karriere als Fußballspieler.